# Stictoptera transversa
Stictoptera transversa är en fjärilsart som beskrevs av Pieter Cornelius Tobias Snellen 1877. Stictoptera transversa ingår i släktet Stictoptera och familjen nattflyn. Inga underarter finns listade i Catalogue of Life.